# ژرژ پنتان
ژرژ پنتان (اسپانیایی: Georges Pintens‎؛ زادهٔ ۱۵ اکتبر ۱۹۴۶) دوچرخه‌سوار اهل بلژیک است.